# 辛晚教
辛晚教（1938年11月25日—2017年10月7日），為台灣都市計畫學者，為台灣規劃界與都市計畫界重要導師，長期致力於台灣都市計劃制度之擬議、國土規劃制度之開創、土地問題與政策建言、文化生活圈與文化環境規劃之學術研究與社會實踐。辛晚教亦為國立台北大學都市計劃研究所創辦人之一，於該所任教及工作達42年（1968-2009），期間擔任該所所長9年（1975-1981、1994-1997），並參與台北大學特定區與國立台北大學三峽校區之整體規劃。曾擔任內政部營建署副署長、內政部區域計畫委員會委員、內政部都市計畫委員會委員、中華民國都市計劃學會理事長等，此外也長期擔任臺北市政府文化局古蹟審議委員、台北市政府都市計畫委員會委員，透過文資保存、都市計劃、環境共容的合宜並進方式，致力提升台北城市文化內涵素養。

育有三子女，其一為導演辛建宗。

## 生平

### 教育生涯
辛晚教出生於台灣澎湖，後隨父母搬遷至高雄。

1957年至1961年就讀國立中興大學法商學院地政學系，1962年土地行政高考考取榜首

1966年進入國立中興大學法商學院任職，協助周一夔教授創辦都市計劃研究所，1968年至2009年之四十二年間任教及任職於都市計劃研究所，期間擔任三屆都市計劃研究所所長。任教期間，除協助台北大學三峽校區之規劃以外，也積極推動台灣國土規劃體系，倡議台灣在地化的文化規劃，成為台灣文化規劃的先驅者。

2000年擔任「財團法人環境規劃與城鄉研究文教基金會」董事長，致力於規劃學界人才的培養。

### 國土規劃奠基者
鑒於台灣都市化問題日趨嚴重，且當時台灣也缺乏都市規劃的經驗，1966年政府洽請聯合國技術顧問團來台，同時成立行政院國際經濟合作發展委員會（經合會）都市建設及住宅計畫小組，並在聯合國顧問孟森夫婦的指導下，帶入新的規劃思潮。當時辛任教於國立中興大學法商學院，也成為經合會都市計劃小組研究員。極力倡議台灣國土規劃體系，促成台灣國土規劃體系的完整建立。

1980至1990年間，辛晚教積極參與推動「國土綜合開發計畫」與「國土綜合發展計畫法」（草案），為現在國土計畫法之前身。

1982年出版《都市與區域計劃》一書，為都市計劃學界重要書籍之一。

### 文化貢獻
1990年，辛晚教倡議台灣在地化的文化規劃，影響目前台灣國土規劃對於文化元素的重視。

1990年創立南管樂團《咸和樂團》，醉心於戲曲創作，也對於傳統戲曲與歌仔戲有相關文獻考究。

1995至1996年間，主持文化建設委員會（今文化部）之《全國文化生活圈文化展演設施發展綱要計畫》

1997至2006年間，長期擔任台北市孔廟管理委員會委員，並於1994至2012年間擔任祭孔大典分獻官，並對孔廟文化與祭祀空間深入研究發表論文

### 獲獎

#### 行政院[2]
- 行政院一等服務獎章（1998）
- 行政院二等服務獎章（1992）
- 行政院三等服務獎章（1987）

#### 教育部[2]
- 教育部四維獎章（1976）
- 教育部大學教學特優教師獎（1990）

#### 學會與社團
- 中國土地改革協會獎牌（1982）
- 中華民國都市計劃學會學術獎狀（1988）[12]
- 中華民國都市計劃學會計劃獎章（1993）[13]

## 軼事
2005年臺北市政府規劃「大龍峒文化園區」計畫拆除蘭州派出所，辛晚教指稱蘭州派出所是「日據時的統治之眼，為破壞大龍峒穴脈所建」，是日本人監視與「威勢」的象徵，並指大龍峒以前連年出狀元，但風水被此「阻斷」，也阻礙孔廟與大龍國小、大屯山的整體視景，強調已說服反拆的台大城鄉所教授夏鑄九，然而夏鑄九聞訊否認，痛罵市府硬拆蘭州派出所是胡搞、根本是對公共痕跡「粗暴地抹去重寫」。蘭州派出所最終於2006年春節夜晚遭拆除，引發當地居民反彈。而蘭州派出所拆除後，原址陸續發現疑似頂下郊拚遺跡及史前陶片，但都喪失原地保留契機。